# Reggie Lee
Pour les articles homonymes, voir Lee.
Reggie Lee est un acteur philippino-américain, né le 4 octobre 1975 à Quezon City (Philippines).
Il a joué les rôles de William « Bill » Kim dans Prison Break, Tai Huang dans Pirates des Caraïbes : Jusqu'au bout du monde et Lance Nguyen dans Fast and Furious. Entre 2011 et 2017, il interprète le rôle du sergent Wu dans la série télévisée Grimm de NBC.

## Filmographie

### Cinéma

#### Longs métrages
- 1999 : The Big Blind : ?
- 1999 : Cyberdorm : Zachary
- 2000 : Southstreet Lullaby : Mahler Greeter
- 2000 : Psycho Beach Party : le danseur
- 2000 : Drift : Ryan
- 2001 : XCU: Extreme Close Up (en) : Nuey Phan
- 2001 : Fast and Furious (The Fast and the Furious) : Lance Nguyen
- 2002 : Black Hole de Jorgo Ognenovski : Justin
- 2002 : Les 20 premiers millions de Mick Jackson : Suit
- 2003 : Masked and Anonymous : l'homme armé
- 2003 : Net Games : Laurence
- 2006 : Pirates des Caraïbes : Le Secret du coffre maudit (Pirates of the Caribbean: Dead Man's Chest) : l'homme sans tête
- 2007 : Pirates des Caraïbes : Jusqu'au bout du monde (Pirates of the Caribbean: At World's End) : Tai Huang
- 2008 : Chinaman's Chance : Sing
- 2008 : Dimples de Dusty DePree : Dr Hammer
- 2008 : Tonnerre sous les tropiques (Tropic Thunder) : Byong, membre du gang Dragon Flamboyant
- 2009 : Jusqu'en enfer (Drag Me to Hell) : Stu Rubin
- 2009 : Star Trek : l'administrateur du test no 1
- 2010 : Bébé mode d'emploi (Life as We Know It) de Greg Berlanti : Alan Burke
- 2011 : Crazy, Stupid, Love de Glenn Ficarra et John Requa : l'officier Huang
- 2012 : Safe de Boaz Yakin : Quan Chang
- 2012 : The Dark Knight Rises de Christopher Nolan : Ross
- 2012 : Prof poids lourd (Here Comes the Boom) de Frank Coraci : M. De La Cruz
- 2018 : Behind the Walls de James et Jon Kondelik : Rick Welsh
- 2018 : Railroad to Hell: A Chinaman's Chance d'Aki Aleong : Sing
- 2019 : Disappearance de Matt Shapira : inspecteur Park
- 2019 : Inside Game de Randall Batinkoff : Danh 'The Chinaman' Tran
- 2021 : Sweet Girl de Brian Andrew Mendoza : Dr Wu

#### Courts métrages
- 2001 : The Parlor de Geoffrey Haley : Slappy Sue
- 2002 : Reality School de John Sparano : un étudiant
- 2005 : Amateur : Ron Harper
- 2011 : Grimm: Grimm Makeup and VFX : le sergent Wu
- 2011 : Grimm: David Giuntoli Profile : le sergent Wu
- 2019 : Fanboy de Gillian Greene : Greg

### Télévision

#### Téléfilms
- 2004 : Reality School de John Sparano : un étudiant[3]
- 2004 : Terreur dans les bayous (Frankenfish) : Anton

- 2023 : Under the Bridge de Victoria Mahoney : Charlie Colwin

#### Séries télévisées
- 1996 : Diagnostic : Meurtre (Diagnosis Murder) : Kim Ho (saison 4, épisode 11)
- 1997 : Esprits rebelles (Dangerous Minds) : un étudiant (saison 1, épisode 17)
- 1997 : Moloney : Ramon (saison 1, épisode 17)
- 1997 : Les Aventures Fantastiques d'Allen Strange (The Journey of Allen Strange) : Zero (épisodes inconnus)
- 1998 : Working : le candidat no 3 (saison 1, épisode 13)
- 1998 : Babylon 5 : Chen Hikaru (saison 5, épisode 13)
- 1998 : Urgences (ER) : Christian (saison 5, épisode 2)
- 1998 : Les Frères Wayans (The Wayans Bros.) : le journaliste no 2 (saison 5, épisode 3)
- 1998 : Sister, Sister : Lawson Hicks (saison 6, épisode 4)
- 1998 : Hyperion Bay : opérateur téléphonique de pizza (saison 1, épisode 4)
- 1998 : Dingue de toi (Mad About You) : l'assistant (saison 7, épisode 6)
- 1998 : Sept jours pour agir (Seven Days) : Duncan (saison 1, épisode 8)
- 1998 : Beverly Hills 90210 : Richard (saison 9, épisode 9)
- 1999 : Les jumelles s'en mêlent (Two of a Kind) : le serveur (saison 1, épisode 20)
- 1999 : Le Successeur (Sons of Thunder) : le malfaiteur (saison 1, épisode 6)
- 2000 : Walker, Texas Ranger : Chan (saison 8, épisode 20)
- 2000 : La Vie à tout prix (Chicago Hope) : Sam (saison 6, épisode 22)
- 2001 : The Ellen Show : Kwan (saison 1, épisode 1)
- 2001-2003 : Division d'élite (The Division) : l'officier Jim Chang (4 épisodes)
- 2001-2002 : Philly : Brian Chin (saison 1, épisodes 4 et 19)
- 2001-2002 : Amy (Judging Amy) : Dr Oliver Lee (saison 3, épisode 10 et saison 4, épisode 2)
- 2002 : La Vie avant tout (Strong Medicine) : Dr Nakashima (saison 3, épisode 10)
- 2003 : Luis : Zhing Zhang (9 épisodes)
- 2005 : Blind Justice : Don Yun (saison 1, épisode 6)
- 2006-2007 : Prison Break : William « Bill » Kim (16 épisodes)
- 2006 : Night Stalker : Le Guetteur (Night Stalker) : Stanley Kim (saison 1, épisode 10)
- 2008 : NCIS : Enquêtes spéciales (NCIS: Naval Criminal Investigative Service) : Jonathan Chow (saison 5, épisode 12)
- 2010, 2012-2013, 2021 et 2023 : American Dad! : Hideki Yoshida (série d'animation - voix originale, 6 épisodes)
- 2010 : Persons Unknown : Tom (7 épisodes)
- 2010 : ACME Saturday Night : l'invité (saison 2, épisode 16)
- 2010 : Super Hero Family : Dr Francis Chiles (5 épisodes)
- 2011 : FBI : Duo très spécial (White Collar) : l'ambassadeur Kyi (saison 2, épisode 12)
- 2011-2017 : Grimm : le sergent Drew Wu (120 épisodes)
- 2012 : Grimm: Bad Hair Day : le sergent Wu (mini-série)
- 2013 : Grimm: Meltdown : le sergent Wu (mini-série de 4 épisodes)
- 2014 : Grimm: Love Is in the Air : le sergent Wu (mini-série)
- 2017 et 2019 : Brooklyn Nine-Nine : Dr Ronald Yee (2 épisodes)
- 2017 : Hawaii 5-0 (Hawaii Five-0) : Joey Kang (saison 8, épisode 4)
- 2018 : LA to Vegas : Lewis (saison 1, épisode 4)
- 2018 : NCIS : Nouvelle-Orléans (NCIS: New Orleans) : ASAC Steven Thompson (2 épisodes)
- 2018-2019 : Bienvenue chez les Huang (Fresh Off the Boat) : Julius (2 épisodes)
- 2019-2023 : All Rise : le chef de la DDA Thomas Choi (32 épisodes)
- 2020 : Le Fugitif (The Fugitive) : agent du FBI Tillman (mini-série, 3 épisodes)
- 2021 : The Rookie : Le Flic de Los Angeles (The Rookie) : Mike Weston (saison 4, épisode 4)
- 2022 : New York, unité spéciale (Law and Order: Special Victims Unit) : Paul Lee (saison 23, épisode 20)
- 2022 : La Défense Lincoln (The Lincoln Lawyer) : Angelo Soto (5 épisodes)

### Jeu vidéo
- 2007 : Pirates des Caraïbes : Jusqu'au bout du monde (Pirates of the Caribbean: At World's End) : Tai Huang (voix originale)

## Distinctions

### Récompenses
- Close Film Festival 2023 : meilleur acteur pour Chinaman's Chance: America's Other Slaves
- Golden Reel International Film Festival 2023 : meilleur acteur pour Chinaman's Chance: America's Other Slaves
- Golden Reel International Film Festival 2023 : meilleure distribution pour Chinaman's Chance: America's Other Slaves partagé avec Timothy Bottoms, Jason Connery, Coolio, Danny Trejo, Ernest Borgnine, Olivia Hussey, Lorenzo Lamas, Christopher Atkins, Geoffrey Lewis, Martin Kove, Edward Albert, Aki Aleong, Bo Svenson, Theresa Russell, John Phillip Law, Charles Dierkop et Tommy Chong

### Nominations
- Maverick Movie Awards 2023 : meilleur acteur pour Chinaman's Chance: America's Other Slaves

## Voix françaises
En France, Bertrand Liebert est la voix française la plus régulière de Reggie Lee.
Au Québec, Alexis Lefebvre est la voix québécoise la plus régulière de l'acteur.